# ロール・エム・ピート
「ロール・エム・ピート (Roll 'Em Pete)」は、1938年12月にビッグ・ジョー・ターナーが、ピアニストのピート・ジョンソンとともに最初に録音したリズム・アンド・ブルースの楽曲。この録音は、後にロックンロールとなる音楽の重要な先駆例のひとつとされている。

## 最初の録音
ジョンソンは、ミズーリ州カンザスシティのブギウギ (boogie-woogie) ピアニストで、1930年代はじめから、クラブのバーテンダーとして時々働いていたターナーと組むようになっていた。ジョンソンの音楽に合わせ、ターナーはマイクなしでブルースの楽曲を叫ぶように歌った (blues shouter)。1938年、ふたりは音楽プロモーターでプロデューサーのジョン・ハモンドから、ニューヨークのカーネギー・ホールで開催された「フロム・スピリチュアル・トゥ・スイング (From Spirituals to Swing)」コンサートへ招かれた。
ニューヨークに滞在していた間に、ターナーとジョンソンはヴォカリオン・レコード (Vocalion Records) で吹き込みを行ない、1938年12月30日に12小節ブルースの曲「ロール・エム・ピート」を録音した。この曲は、アップテンポなブギウギで、カンザスシティのクラブ界ではジョンソンのトレードマークになっていた。パフォーマンスにおいて、ターナーはよく使われるブルースの歌詞を盛り込んだり、自分自身の即興の歌詞を盛り込んで曲を膨らまし、ときには1時間以上もパフォーマンスを続けることもあった。
ポール・オリヴァー (Paul Oliver) によれば、この録音は「ジョンソンの華麗なピアノ演奏とターナーの力強いボーカルを前面に出し、ターナーが有名にした半ば叫ぶように歌詞のフレーズを反復して曲の終末に盛り上がりをもっていく独特のスタイルによっていた」。ラリー・バーンバウム (Larry Birnbaum) は、次のように述べている。
「... ロール・エム・ピートは、最初のロックンロールのレコードとみなされてもよい作品だろう。それ以前の楽曲の中にも、ロックンロールの要素を含んだものはあるが、「ロール・エム・ピート」は楽器編成を別にすればまったくロックする楽曲になっており、... ジョンソンの低音のベースラインは、チャック・ベリーを思わせる単純なリフであり、右手が紡ぐ装飾音はベリーのギター奏法をそのまま予見させるものである。ターナーの歌う歌詞の一部は、ロックを生み出した素材である ...。しかし、しかし、他の要素は、十代の聴き手にとってはあまりに成熟したものである。いずれにせよ、ターナーの素晴らしい節回しやジョンソンの息を呑むような演奏テクニックは、ロックンロールと呼ぶには洗練され過ぎていたほどのものであったが、まだ大々的に受け入れられるほど様式化が進んだものにはなっていなかった。」
後にターナーは、様々なミュージシャンたちと組んで、特にロックンロールのスターとなった1950年代を中心に、この曲の別バージョンを数多く録音した。

## おもなカバー
この曲は、後に数多くのアーティストたちによってカバーされた。
- アルバート・アモンズ  (Albert Ammons)[10]
- カウント・ベイシー / ジョー・ウィリアムズ (Joe Williams) - 1956年のアルバム『Count Basie Swings, Joe Williams Sings』に収録[11][12]
- ルー・ロウルズ - 1963年のアルバム『Black and Blue』に収録[13]
- ライオネル・ハンプトン[14]
- T-ボーン・ウォーカー[15]
- ザ・ブラスターズ (The Blasters)[16]
- ロブ・アフルベーク (Rob Agerbeek) - 1998年のアルバム『Three of a Kind'』に収録[17]
- ビル・ワイマン - 2004年のアルバム『Just for a Thrill』に収録[18]
- ジミー・ウィザースプーン (Jimmy Witherspoon)[19]